# Liphistius phuketensis
Liphistius phuketensis är en spindelart som beskrevs av Peter J. Schwendinger 1998. Liphistius phuketensis ingår i släktet Liphistius och familjen ledspindlar.
Artens utbredningsområde är Thailand. Inga underarter finns listade i Catalogue of Life.